# Liga Nacional de Baloncesto Profesional de México 2022
La Temporada 2022 de la LNBP es la vigésimo tercera edición de la Liga Nacional de Baloncesto Profesional de México.
La temporada contará con 10 equipos (incluyendo el regreso de Correcaminos UAT y Mineros de Zacatecas así como la ausencia de Leñadores de Durango y Panteras de Aguascalientes, equipos que si participaron en el torneo anterior) contendiendo por el cetro. Entre las novedades es que habrá una tabla general en la que se jugarán todos contra todos, calificando a playoffs 8 de los 10 equipos participantes. divididos en semifinales y finales de zona, filtros para definir a los dos equipos que disputaron las Finales LNBP a partir del 23 de octubre de 2022. Sólo habrá un eliminado por sector antes de entrar a la postemporada.
La temporada será nuevamente corta con una duración de poco más de tres meses. La temporada regular comenzará el 21 de julio y finalizará el 21 de septiembre. Los playoffs se jugarán del 25 de septiembre al 3 de noviembre. Los cuartos de final se jugarán a ganar 4 de 7 partidos (25 de septiembre – 6 de octubre), así como las semifinales (9 – 20 de octubre) y la gran final (23 de octubre – 3 de noviembre).

## Eventos destacados
- Los siguientes equipos de la temporada pasada no participarán: Leñadores de Durango y Panteras de Aguascalientes.
- Regresaron los Correcaminos UAT Victoria y Mineros de Zacatecas.

## Equipos
| Liga Nacional de Baloncesto Profesional de México 2022 |                      |                             |               |                                          |           |
| Equipo                                                 | Entrenador           | Ciudad                      | Miembro desde | Pabellón                                 | Capacidad |
| Abejas de León                                         | Pablo García         | León, Guanajuato            | 2009-2010     | Domo de la Feria                         | 4,463     |
| Astros de Jalisco                                      | Sergio Valdeolmillos | Guadalajara, Jalisco        | 2019-2020     | Arena Astros                             | 3,509     |
| Correcaminos de la UAT Victoria                        | Ángel Fernández      | Ciudad Victoria, Tamaulipas | 2000          | Gimnasio Multidisciplinario UAT Victoria | 2,300     |
| Dorados de Chihuahua                                   | Sebastián González   | Chihuahua, Chihuahua        | 2000          | Gimnasio Manuel Bernardo Aguirre         | 9,162     |
| Fuerza Regia de Monterrey                              | Nicolás Casalánguida | Monterrey, Nuevo León       | 2001          | Gimnasio Nuevo León Independiente        | 5,000     |
| Halcones de Xalapa                                     | Allans Colón         | Xalapa, Veracruz            | 2003          | Gimnasio de la USBI                      | 2,638     |
| Libertadores de Querétaro                              | Miguel Volcan        | Querétaro, Querétaro        | 2009-2010     | Auditorio General José María Arteaga     | 2,982     |
| Mineros de Zacatecas                                   | Pedro Carrillo       | Zacatecas, Zacatecas        | 2017-2018     | Gimnasio "Profesor Marcelino González"   | 3,458     |
| Plateros de Fresnillo                                  | José Pidal           | Fresnillo, Zacatecas        | 2019-2020     | Gimnasio Solidaridad Municipal           | 4,500     |
| Soles de Mexicali                                      | Iván Déniz           | Mexicali, Baja California   | 2005          | Auditorio PSF                            | 4,779     |

## Temporada 2022

### Resultados
| Temporada 2022            | Temporada 2022 | Temporada 2022            | Temporada 2022                           | Temporada 2022   | Temporada 2022 |
| Local                     | Resultado      | Visitante                 | Estadio                                  | Fecha            | Hora           |
| ------------------------- | -------------- | ------------------------- | ---------------------------------------- | ---------------- | -------------- |
| Plateros de Fresnillo     | 85-79          | Mineros de Zacatecas      | Gimnasio Solidaridad Municipal           | 21 de julio      | 20:00          |
| Abejas de León            | 90-76          | Soles de Mexicali         | Domo de la Feria                         | 21 de julio      | 20:00          |
| Plateros de Fresnillo     | 81-89          | Mineros de Zacatecas      | Gimnasio Solidaridad Municipal           | 22 de julio      | 20:00          |
| Halcones de Xalapa        | 82-83          | Dorados de Chihuahua      | Gimnasio de la USBI                      | 22 de julio      | 20:00          |
| Abejas de León            | 64-87          | Soles de Mexicali         | Domo de la Feria                         | 22 de julio      | 20:00          |
| Libertadores de Querétaro | 80-93          | Fuerza Regia de Monterrey | Auditorio General José María Arteaga     | 22 de julio      | 20:30          |
| Astros de Jalisco         | 106-72         | Correcaminos UAT Victoria | Arena Astros                             | 23 de julio      | 18:00          |
| Libertadores de Querétaro | 75-72          | Fuerza Regia de Monterrey | Auditorio General José María Arteaga     | 23 de julio      | 20:00          |
| Halcones de Xalapa        | 84-97          | Dorados de Chihuahua      | Gimnasio de la USBI                      | 23 de julio      | 20:00          |
| Astros de Jalisco         | 99-53          | Correcaminos UAT Victoria | Arena Astros                             | 24 de julio      | 15:00          |
| Plateros de Fresnillo     | 76-94          | Soles de Mexicali         | Gimnasio Solidaridad Municipal           | 28 de julio      | 20:00          |
| Dorados de Chihuahua      | 83-79          | Astros de Jalisco         | Gimnasio Manuel Bernardo Aguirre         | 28 de julio      | 21:00          |
| Plateros de Fresnillo     | 96-80          | Soles de Mexicali         | Gimnasio Solidaridad Municipal           | 29 de julio      | 20:00          |
| Abejas de León            | 109-80         | Libertadores de Querétaro | Domo de la Feria                         | 29 de julio      | 20:00          |
| Mineros de Zacatecas      | 86-72          | Correcaminos UAT Victoria | Gimnasio "Profesor Marcelino González"   | 29 de julio      | 20:05          |
| Dorados de Chihuahua      | 85-81          | Astros de Jalisco         | Gimnasio Manuel Bernardo Aguirre         | 29 de julio      | 21:00          |
| Abejas de León            | 72-91          | Libertadores de Querétaro | Domo de la Feria                         | 30 de julio      | 20:00          |
| Mineros de Zacatecas      | 103-79         | Correcaminos UAT Victoria | Gimnasio "Profesor Marcelino González"   | 30 de julio      | 20:05          |
| Fuerza Regia de Monterrey | 84-77          | Halcones de Xalapa        | Gimnasio Nuevo León Independiente        | 31 de julio      | 20:00          |
| Fuerza Regia de Monterrey | 76-64          | Halcones de Xalapa        | Gimnasio Nuevo León Independiente        | 1 de agosto      | 20:00          |
| Correcaminos UAT Victoria | 94-99          | Dorados de Chihuahua      | Gimnasio Multidisciplinario UAT Victoria | 4 de agosto      | 19:00          |
| Soles de Mexicali         | 90-88          | Mineros de Zacatecas      | Auditorio PSF                            | 4 de agosto      | 22:00          |
| Correcaminos UAT Victoria | 79-84          | Dorados de Chihuahua      | Gimnasio Multidisciplinario UAT Victoria | 5 de agosto      | 19:00          |
| Halcones de Xalapa        | 79-81          | Abejas de León            | Gimnasio de la USBI                      | 5 de agosto      | 20:00          |
| Astros de Jalisco         | 90-89          | Fuerza Regia de Monterrey | Arena Astros                             | 5 de agosto      | 20:00          |
| Libertadores de Querétaro | 90-87          | Plateros de Fresnillo     | Auditorio General José María Arteaga     | 5 de agosto      | 20:30          |
| Soles de Mexicali         | 86-83          | Mineros de Zacatecas      | Auditorio PSF                            | 5 de agosto      | 22:00          |
| Astros de Jalisco         | 66-71          | Fuerza Regia de Monterrey | Arena Astros                             | 6 de agosto      | 18:00          |
| Halcones de Xalapa        | 91-89          | Abejas de León            | Gimnasio de la USBI                      | 6 de agosto      | 19:00          |
| Libertadores de Querétaro | 98-89          | Plateros de Fresnillo     | Auditorio General José María Arteaga     | 6 de agosto      | 20:00          |
| Plateros de Fresnillo     | 103-84         | Halcones de Xalapa        | Gimnasio Solidaridad Municipal           | 11 de agosto     | 20:00          |
| Soles de Mexicali         | 80-70          | Libertadores de Querétaro | Auditorio PSF                            | 11 de agosto     | 22:00          |
| Plateros de Fresnillo     | 78-76          | Halcones de Xalapa        | Gimnasio Solidaridad Municipal           | 12 de agosto     | 20:00          |
| Abejas de León            | 89-91          | Astros de Jalisco         | Domo de la Feria                         | 12 de agosto     | 20:00          |
| Fuerza Regia de Monterrey | 104-86         | Correcaminos UAT Victoria | Gimnasio Nuevo León Independiente        | 12 de agosto     | 20:00          |
| Mineros de Zacatecas      | 76-50          | Dorados de Chihuahua      | Gimnasio "Profesor Marcelino González"   | 12 de agosto     | 20:05          |
| Soles de Mexicali         | 78-84          | Libertadores de Querétaro | Auditorio PSF                            | 12 de agosto     | 22:00          |
| Fuerza Regia de Monterrey | 101-98         | Correcaminos UAT Victoria | Gimnasio Nuevo León Independiente        | 13 de agosto     | 19:00          |
| Abejas de León            | 94-83          | Astros de Jalisco         | Domo de la Feria                         | 13 de agosto     | 20:00          |
| Mineros de Zacatecas      | 61-86          | Dorados de Chihuahua      | Gimnasio "Profesor Marcelino González"   | 13 de agosto     | 20:05          |
| Correcaminos UAT Victoria | 84-73          | Abejas de León            | Gimnasio Multidisciplinario UAT Victoria | 17 de agosto     | 19:00          |
| Dorados de Chihuahua      | 75-77          | Fuerza Regia de Monterrey | Gimnasio Manuel Bernardo Aguirre         | 17 de agosto     | 21:00          |
| Correcaminos UAT Victoria | 87-109         | Abejas de León            | Gimnasio Multidisciplinario UAT Victoria | 18 de agosto     | 19:00          |
| Halcones de Xalapa        | 76-66          | Soles de Mexicali         | Gimnasio de la USBI                      | 18 de agosto     | 20:00          |
| Dorados de Chihuahua      | 100-80         | Fuerza Regia de Monterrey | Gimnasio Manuel Bernardo Aguirre         | 18 de agosto     | 21:00          |
| Astros de Jalisco         | 82-70          | Plateros de Fresnillo     | Arena Astros                             | 19 de agosto     | 20:00          |
| Halcones de Xalapa        | 73-77          | Soles de Mexicali         | Gimnasio de la USBI                      | 19 de agosto     | 20:00          |
| Libertadores de Querétaro | 80-86          | Mineros de Zacatecas      | Auditorio General José María Arteaga     | 19 de agosto     | 20:30          |
| Astros de Jalisco         | 93-82          | Plateros de Fresnillo     | Arena Astros                             | 20 de agosto     | 18:00          |
| Libertadores de Querétaro | 94-85          | Mineros de Zacatecas      | Auditorio General José María Arteaga     | 20 de agosto     | 20:00          |
| Plateros de Fresnillo     | 107-83         | Correcaminos UAT Victoria | Gimnasio Solidaridad Municipal           | 23 de agosto     | 20:00          |
| Abejas de León            | 104-69         | Dorados de Chihuahua      | Domo de la Feria                         | 23 de agosto     | 20:00          |
| Plateros de Fresnillo     | 99-82          | Correcaminos UAT Victoria | Gimnasio Solidaridad Municipal           | 24 de agosto     | 20:00          |
| Abejas de León            | 89-94          | Dorados de Chihuahua      | Domo de la Feria                         | 24 de agosto     | 20:00          |
| Mineros de Zacatecas      | 95-90          | Fuerza Regia de Monterrey | Gimnasio "Profesor Marcelino González"   | 24 de agosto     | 20:05          |
| Libertadores de Querétaro | 94-80          | Halcones de Xalapa        | Auditorio General José María Arteaga     | 24 de agosto     | 20:30          |
| Soles de Mexicali         | 72-88          | Astros de Jalisco         | Auditorio PSF                            | 24 de agosto     | 22:00          |
| Mineros de Zacatecas      | 83-62          | Fuerza Regia de Monterrey | Gimnasio "Profesor Marcelino González"   | 25 de agosto     | 20:05          |
| Libertadores de Querétaro | 80-88          | Halcones de Xalapa        | Auditorio General José María Arteaga     | 25 de agosto     | 20:30          |
| Soles de Mexicali         | 59-75          | Astros de Jalisco         | Auditorio PSF                            | 25 de agosto     | 22:00          |
| Correcaminos UAT Victoria | 98-97          | Soles de Mexicali         | Gimnasio Multidisciplinario UAT Victoria | 1 de septiembre  | 19:00          |
| Dorados de Chihuahua      | 92-78          | Plateros de Fresnillo     | Gimnasio Manuel Bernardo Aguirre         | 1 de septiembre  | 21:00          |
| Correcaminos UAT Victoria | 72-100         | Soles de Mexicali         | Gimnasio Multidisciplinario UAT Victoria | 2 de septiembre  | 19:00          |
| Halcones de Xalapa        | 90-87          | Mineros de Zacatecas      | Gimnasio de la USBI                      | 2 de septiembre  | 20:00          |
| Astros de Jalisco         | 113-89         | Libertadores de Querétaro | Arena Astros                             | 2 de septiembre  | 20:00          |
| Fuerza Regia de Monterrey | 87-101         | Abejas de León            | Gimnasio Nuevo León Independiente        | 2 de septiembre  | 20:00          |
| Dorados de Chihuahua      | 80-100         | Plateros de Fresnillo     | Gimnasio Manuel Bernardo Aguirre         | 2 de septiembre  | 21:00          |
| Astros de Jalisco         | 98-91          | Libertadores de Querétaro | Arena Astros                             | 3 de septiembre  | 18:00          |
| Fuerza Regia de Monterrey | 88-77          | Abejas de León            | Gimnasio Nuevo León Independiente        | 3 de septiembre  | 19:00          |
| Halcones de Xalapa        | 77-69          | Mineros de Zacatecas      | Gimnasio de la USBI                      | 3 de septiembre  | 20:00          |
| Plateros de Fresnillo     | 92-100         | Fuerza Regia de Monterrey | Gimnasio Solidaridad Municipal           | 8 de septiembre  | 20:00          |
| Soles de Mexicali         | 75-89          | Dorados de Chihuahua      | Auditorio PSF                            | 8 de septiembre  | 22:00          |
| Plateros de Fresnillo     | 80-78          | Fuerza Regia de Monterrey | Gimnasio Solidaridad Municipal           | 9 de septiembre  | 20:00          |
| Halcones de Xalapa        | 96-98          | Astros de Jalisco         | Gimnasio de la USBI                      | 9 de septiembre  | 20:00          |
| Mineros de Zacatecas      | 86-90          | Abejas de León            | Gimnasio "Profesor Marcelino González"   | 9 de septiembre  | 20:05          |
| Libertadores de Querétaro | 107-96         | Correcaminos UAT Victoria | Auditorio General José María Arteaga     | 9 de septiembre  | 20:30          |
| Soles de Mexicali         | 75-94          | Dorados de Chihuahua      | Auditorio PSF                            | 9 de septiembre  | 22:00          |
| Halcones de Xalapa        | 74-86          | Astros de Jalisco         | Gimnasio de la USBI                      | 10 de septiembre | 20:00          |
| Mineros de Zacatecas      | 90-86          | Abejas de León            | Gimnasio "Profesor Marcelino González"   | 10 de septiembre | 20:05          |
| Libertadores de Querétaro | 118-107        | Correcaminos UAT Victoria | Auditorio General José María Arteaga     | 10 de septiembre | 20:30          |
| Correcaminos UAT Victoria | 96-87          | Halcones de Xalapa        | Gimnasio Multidisciplinario UAT Victoria | 15 de septiembre | 19:00          |
| Abejas de León            | 88-77          | Plateros de Fresnillo     | Domo de la Feria                         | 15 de septiembre | 20:00          |
| Dorados de Chihuahua      | 92-69          | Libertadores de Querétaro | Gimnasio Manuel Bernardo Aguirre         | 15 de septiembre | 21:00          |
| Correcaminos UAT Victoria | 94-86          | Halcones de Xalapa        | Gimnasio Multidisciplinario UAT Victoria | 16 de septiembre | 19:00          |
| Abejas de León            | 87-69          | Plateros de Fresnillo     | Domo de la Feria                         | 16 de septiembre | 20:00          |
| Astros de Jalisco         | 99-94          | Mineros de Zacatecas      | Arena Astros                             | 16 de septiembre | 20:00          |
| Fuerza Regia de Monterrey | 92-88          | Soles de Mexicali         | Gimnasio Nuevo León Independiente        | 16 de septiembre | 20:00          |
| Dorados de Chihuahua      | 83-87          | Libertadores de Querétaro | Gimnasio Manuel Bernardo Aguirre         | 16 de septiembre | 21:00          |
| Astros de Jalisco         | 108-82         | Mineros de Zacatecas      | Arena Astros                             | 17 de septiembre | 18:00          |
| Fuerza Regia de Monterrey | 86-78          | Soles de Mexicali         | Gimnasio Nuevo León Independiente        | 17 de septiembre | 19:00          |
| Correcaminos UAT Victoria | 118-124        | Astros de Jalisco         | Gimnasio Multidisciplinario UAT Victoria | 20 de septiembre | 19:00          |
| Fuerza Regia de Monterrey | 100-86         | Plateros de Fresnillo     | Gimnasio Nuevo León Independiente        | 20 de septiembre | 20:00          |
| Mineros de Zacatecas      | 87-103         | Libertadores de Querétaro | Gimnasio "Profesor Marcelino González"   | 20 de septiembre | 20:05          |
| Dorados de Chihuahua      | 82-78          | Halcones de Xalapa        | Gimnasio Manuel Bernardo Aguirre         | 20 de septiembre | 21:00          |
| Soles de Mexicali         | 91-87          | Abejas de León            | Auditorio PSF                            | 20 de septiembre | 22:00          |
| Correcaminos UAT Victoria | 80-108         | Astros de Jalisco         | Gimnasio Multidisciplinario UAT Victoria | 21 de septiembre | 20:00          |
| Fuerza Regia de Monterrey | 74-88          | Plateros de Fresnillo     | Gimnasio Nuevo León Independiente        | 21 de septiembre | 20:00          |
| Mineros de Zacatecas      | 98-82          | Libertadores de Querétaro | Gimnasio "Profesor Marcelino González"   | 21 de septiembre | 20:00          |
| Dorados de Chihuahua      | 90-80          | Halcones de Xalapa        | Gimnasio Manuel Bernardo Aguirre         | 21 de septiembre | 20:00          |
| Soles de Mexicali         | 82-88          | Abejas de León            | Auditorio PSF                            | 21 de septiembre | 20:00          |

Fuente: Calendario LIGA SÍSNova LNBP 2022

### Clasificación
JJ = Juegos Jugados, JG = Juegos Ganados, JP = Juegos Perdidos, PF= Puntos a Favor, PC = Puntos en Contra, Dif. = Diferencia de puntos, Ptos. = Puntos = (JGx2)+(JP)
|                                                                           | Equipo                    | JJ | JG | JP | PF   | PC   | Dif. | Ptos. |
| ------------------------------------------------------------------------- | ------------------------- | -- | -- | -- | ---- | ---- | ---- | ----- |
| 1                                                                         | Astros de Jalisco         | 20 | 16 | 4  | 1867 | 1643 | 224  | 36    |
| 2                                                                         | Dorados de Chihuahua      | 20 | 15 | 5  | 1707 | 1628 | 79   | 35    |
| 3                                                                         | Fuerza Regia de Monterrey | 20 | 12 | 8  | 1704 | 1679 | 25   | 32    |
| 4                                                                         | Abejas de León            | 20 | 11 | 9  | 1766 | 1682 | 84   | 31    |
| 5                                                                         | Libertadores de Querétaro | 20 | 11 | 9  | 1762 | 1793 | -31  | 31    |
| 6                                                                         | Mineros de Zacatecas      | 20 | 9  | 11 | 1707 | 1691 | 16   | 29    |
| 7                                                                         | Plateros de Fresnillo     | 20 | 9  | 11 | 1723 | 1729 | -60  | 29    |
| 8                                                                         | Soles de Mexicali         | 20 | 8  | 12 | 1631 | 1669 | -38  | 28    |
| 9                                                                         | Halcones de Xalapa        | 20 | 5  | 15 | 1622 | 1710 | -88  | 25    |
| 10                                                                        | Correcaminos UAT Victoria | 20 | 4  | 16 | 1730 | 1995 | -265 | 24    |
| Fuente: Liga Nacional de Baloncesto Profesional; actualización automática |                           |    |    |    |      |      |      |       |
| * Actualizada al 21 de septiembre de 2022.                                |                           |    |    |    |      |      |      |       |

- Clasificado a Playoffs.

### Playoffs
|  | Semifinales de Zona             | Semifinales de Zona             | Semifinales de Zona             |         |   | Finales de Zona   | Finales de Zona   | Finales de Zona   |  |   | Gran Final                     | Gran Final                     | Gran Final                     |  |
|  | 25 de septiembre - 6 de octubre | 25 de septiembre - 6 de octubre | 25 de septiembre - 6 de octubre |         |   | 9 - 20 de octubre | 9 - 20 de octubre | 9 - 20 de octubre |  |   | 23 de octubre - 3 de noviembre | 23 de octubre - 3 de noviembre | 23 de octubre - 3 de noviembre |  |
|  |                                 |                                 |                                 |         |   |                   |                   |                   |  |   |                                |                                |                                |  |
|  |                                 |                                 |                                 |         |   |                   |                   |                   |  |   |                                |                                |                                |  |
|  | 1                               | Astros                          | 4                               |         |   |                   |                   |                   |  |   |                                |                                |                                |  |
|  | 1                               | Astros                          | 4                               |         |   |                   |                   |                   |  |   |                                |                                |                                |  |
|  | 8                               | Soles                           | 2                               |         |   |                   |                   |                   |  |   |                                |                                |                                |  |
|  | 8                               | Soles                           | 2                               |         | 1 | Astros            | 4                 |                   |  |   |                                |                                |                                |  |
|  | Zona MOLTEN                     |                                 |                                 |         | 1 | Astros            | 4                 |                   |  |   |                                |                                |                                |  |
|  |                                 |                                 | 6                               | Mineros | 3 |                   |                   |                   |  |   |                                |                                |                                |  |
|  | 3                               | Fuerza Regia                    | 6                               | Mineros | 3 | 3                 |                   |                   |  |   |                                |                                |                                |  |
|  | 3                               | Fuerza Regia                    |                                 |         |   |                   |                   |                   |  |   |                                |                                |                                |  |
|  | 6                               | Mineros                         | 4                               |         |   |                   |                   |                   |  |   |                                |                                |                                |  |
|  | 6                               | Mineros                         | 4                               |         |   |                   |                   |                   |  | 1 | Astros                         | 0                              |                                |  |
|  |                                 |                                 |                                 |         |   |                   |                   |                   |  | 1 | Astros                         | 0                              |                                |  |
|  |                                 |                                 | 4                               | Abejas  | 4 |                   |                   |                   |  |   |                                |                                |                                |  |
|  | 2                               | Dorados                         | 4                               | Abejas  | 4 | 4                 |                   |                   |  |   |                                |                                |                                |  |
|  | 2                               | Dorados                         |                                 |         |   |                   |                   |                   |  |   |                                |                                |                                |  |
|  | 7                               | Plateros                        | 2                               |         |   |                   |                   |                   |  |   |                                |                                |                                |  |
|  | 7                               | Plateros                        | 2                               |         | 2 | Dorados           | 0                 |                   |  |   |                                |                                |                                |  |
|  | Zona PUNTO CHG                  |                                 |                                 |         | 2 | Dorados           | 0                 |                   |  |   |                                |                                |                                |  |
|  |                                 |                                 | 4                               | Abejas  | 4 |                   |                   |                   |  |   |                                |                                |                                |  |
|  | 4                               | Abejas                          | 4                               | Abejas  | 4 | 4                 |                   |                   |  |   |                                |                                |                                |  |
|  | 4                               | Abejas                          |                                 |         |   |                   |                   |                   |  |   |                                |                                |                                |  |
|  | 5                               | Libertadores                    | 2                               |         |   |                   |                   |                   |  |   |                                |                                |                                |  |
|  | 5                               | Libertadores                    | 2                               |         |   |                   |                   |                   |  |   |                                |                                |                                |  |
|  |                                 |                                 |                                 |         |   |                   |                   |                   |  |   |                                |                                |                                |  |

#### Semifinales de Zona
Zona MOLTEN

###### (1) Astros de Jalisco vs. (8) Soles de Mexicali
| 25 de septiembre, 15:00 | Astros de Jalisco                                                       | 97–76                | Soles de Mexicali                                                                         | Guadalajara            |  |
|                         | Parciales: 26-22, 21-18, 30-17, 20-19                                   |                      |                                                                                           |                        |  |
|                         | Estadísticas Javion Blake (20) Jonathan Machado (9) Karim Rodríguez (6) | Reporte Pts Reb Asts | Estadísticas Nicholas King (17) Kenneth Faried (7) M. Andriassi, D. Berry, V. Álvarez (3) | Pabellón: Arena Astros |  |

| 26 de septiembre, 20:00 | Astros de Jalisco                                                               | 111–70               | Soles de Mexicali                                                     | Guadalajara            |  |
|                         | Parciales: 29-25, 24-14, 35-16, 23-15                                           |                      |                                                                       |                        |  |
|                         | Estadísticas Jordan Loveridge (21) Brooks DeBisschop (12) Rigoberto Mendoza (6) | Reporte Pts Reb Asts | Estadísticas Kenneth Faried (14) Kenneth Faried (7) Adonte Parker (5) | Pabellón: Arena Astros |  |

| 29 de septiembre, 22:00 | Soles de Mexicali                                                     | 78–67                | Astros de Jalisco                                                     | Mexicali                |  |
|                         | Parciales: 23-13, 22-15, 23-15, 10-24                                 |                      |                                                                       |                         |  |
|                         | Estadísticas Nicholas King (21) Kenneth Faried (15) Nicholas King (5) | Reporte Pts Reb Asts | Estadísticas Aarón Valdés (23) Brooks DeBisschop (9) Javion Blake (7) | Pabellón: Auditorio PSF |  |

| 30 de septiembre, 22:00 | Soles de Mexicali                                                       | 94–83                | Astros de Jalisco                                                     | Mexicali                |  |
|                         | Parciales: 22-23, 28-24, 20-16, 24-20                                   |                      |                                                                       |                         |  |
|                         | Estadísticas Adonte Parker (25) Kenneth Faried (13) Oscar López Jr. (7) | Reporte Pts Reb Asts | Estadísticas Javion Blake (31) Javion Blake (7) Rigoberto Mendoza (5) | Pabellón: Auditorio PSF |  |

| 2 de octubre, 18:00 | Soles de Mexicali                                                     | 73–83                | Astros de Jalisco                                                         | Mexicali                |  |
|                     | Parciales: 15-32, 16-16, 19-16, 23-19                                 |                      |                                                                           |                         |  |
|                     | Estadísticas Nicholas King (21) Kenneth Faried (14) Adonte Parker (4) | Reporte Pts Reb Asts | Estadísticas Javion Blake (25) Brooks DeBisschop (12) Karim Rodríguez (4) | Pabellón: Auditorio PSF |  |

| 5 de octubre, 20:00 | Astros de Jalisco                                                       | 105–81               | Soles de Mexicali                                                             | Guadalajara            |  |
|                     | Parciales: 24-22, 25-25, 34-19, 22-15                                   |                      |                                                                               |                        |  |
|                     | Estadísticas Javion Blake (26) Rigoberto Mendoza (11) Javion Blake (10) | Reporte Pts Reb Asts | Estadísticas Kenneth Faried (21) Kenneth Faried (12) V. Álvarez, D. Berry (3) | Pabellón: Arena Astros |  |

###### (3) Fuerza Regia de Monterrey vs. (6) Mineros de Zacatecas
| 25 de septiembre, 16:00 | Fuerza Regia de Monterrey                                    | 90–78                | Mineros de Zacatecas                                                              | Monterrey                                   |  |
|                         | Parciales: 20-13, 23-18, 23-27, 24-20                        |                      |                                                                                   |                                             |  |
|                         | Estadísticas J. J. Avila (15) J. J. Avila (7) Paul Stoll (9) | Reporte Pts Reb Asts | Estadísticas Jordan Williams (23) Franklin Hassell Jr. (9) Michael Bruesewitz (4) | Pabellón: Gimnasio Nuevo León Independiente |  |

| 26 de septiembre, 20:00 | Fuerza Regia de Monterrey                                              | 106–99               | Mineros de Zacatecas                                                                    | Monterrey                                   |  |
|                         | Parciales: 24-21, 22-26, 31-25, 29-27                                  |                      |                                                                                         |                                             |  |
|                         | Estadísticas Devon Scott (21) Devon Scott (7) P. Stoll, D. Johnson (6) | Reporte Pts Reb Asts | Estadísticas Franklin Hassell Jr. (25) Franklin Hassell Jr. (10) Michael Bruesewitz (5) | Pabellón: Gimnasio Nuevo León Independiente |  |

| 29 de septiembre, 20:00 | Mineros de Zacatecas                                                             | 94–78                | Fuerza Regia de Monterrey                                     | Zacatecas                                        |  |
|                         | Parciales: 33-19, 26-18, 15-22, 20-19                                            |                      |                                                               |                                                  |  |
|                         | Estadísticas Jordan Williams (23) Franklin Hassell Jr. (11) Eugenio Luzcando (7) | Reporte Pts Reb Asts | Estadísticas Rodney Green (15) Devon Scott (7) Paul Stoll (3) | Pabellón: Gimnasio "Profesor Marcelino González" |  |

| 30 de septiembre, 20:00 | Mineros de Zacatecas                                                           | 80–74                | Fuerza Regia de Monterrey                                                      | Zacatecas                                        |  |
|                         | Parciales: 21-18, 16-22, 22-11, 21-23                                          |                      |                                                                                |                                                  |  |
|                         | Estadísticas Durrell Summers (21) Franklin Hassell Jr. (8) Jordan Williams (6) | Reporte Pts Reb Asts | Estadísticas Paul Stoll (14) D. Scott, G. Clavell, G. Girón (5) Paul Stoll (7) | Pabellón: Gimnasio "Profesor Marcelino González" |  |

| 2 de octubre, 19:00 | Mineros de Zacatecas                                                                | 87–78                | Fuerza Regia de Monterrey                                          | Zacatecas                                        |  |
|                     | Parciales: 27-22, 18-14, 18-16, 24-26                                               |                      |                                                                    |                                                  |  |
|                     | Estadísticas Jordan Williams (23) D. Summers, M. Bruesewitz (9) Durrell Summers (9) | Reporte Pts Reb Asts | Estadísticas Dominique Johnson (25) Devon Scott (5) Paul Stoll (3) | Pabellón: Gimnasio "Profesor Marcelino González" |  |

| 5 de octubre, 20:00 | Fuerza Regia de Monterrey                                               | 93–88            | Mineros de Zacatecas                                                                             | Monterrey                                   |  |
|                     | Parciales: 18-27, 24-27, 22-14, 29-20                                   |                  |                                                                                                  |                                             |  |
|                     | Estadísticas R. Green, G. Ricks, G. Girón (4) D. Bejarano, R. Green (5) | Reporte Reb Asts | Estadísticas Franklin Hassell Jr. (23) Franklin Hassell Jr. (13) E. Luzcando, F. Hassell Jr. (5) | Pabellón: Gimnasio Nuevo León Independiente |  |

| 6 de octubre, 20:00 | Fuerza Regia de Monterrey                                    | 93–102               | Mineros de Zacatecas                                                       | Monterrey                                   |  |
|                     | Parciales: 25-22, 22-30, 22-23, 24-27                        |                      |                                                                            |                                             |  |
|                     | Estadísticas Devon Scott (27) Devon Scott (7) Paul Stoll (5) | Reporte Pts Reb Asts | Estadísticas Jordan Williams (32) Jordan Williams (7) Eugenio Luzcando (5) | Pabellón: Gimnasio Nuevo León Independiente |  |

Zona PUNTO CHG

###### (2) Dorados de Chihuahua vs. (7) Plateros de Fresnillo
| 25 de septiembre, 16:00 | Dorados de Chihuahua                                                           | 90–71                | Plateros de Fresnillo                                                | Chihuahua                                  |  |
|                         | Parciales: 23-23, 21-16, 25-14, 21-18                                          |                      |                                                                      |                                            |  |
|                         | Estadísticas Donald Sims (29) Israel Gutiérrez (6) J. Brussino, J. Camacho (4) | Reporte Pts Reb Asts | Estadísticas J. Ruíz, J. Wilson (13) Jamil Wilson (7) Jared Ruíz (4) | Pabellón: Gimnasio Manuel Bernardo Aguirre |  |

| 26 de septiembre, 21:00 | Dorados de Chihuahua                                              | 102–106              | Plateros de Fresnillo                                              | Chihuahua                                  |  |
|                         | Parciales: 17-19, 16-21, 26-28, 32-23 (T.E.: 11-15)               |                      |                                                                    |                                            |  |
|                         | Estadísticas Donald Sims (35) Daviyon Draper (11) Donald Sims (8) | Reporte Pts Reb Asts | Estadísticas Jared Ruíz (22) Joshua Ibarra (15) Kendrick Brown (8) | Pabellón: Gimnasio Manuel Bernardo Aguirre |  |

| 29 de septiembre, 20:00 | Plateros de Fresnillo                                                     | 90–83                | Dorados de Chihuahua                                                 | Fresnillo                                |  |
|                         | Parciales: 12-24, 25-20, 26-18, 27-21                                     |                      |                                                                      |                                          |  |
|                         | Estadísticas Orlando Méndez-Valdez (20) Jared Ruíz (8) Kendrick Brown (8) | Reporte Pts Reb Asts | Estadísticas Donald Sims (18) Israel Gutiérrez (9) Juan Brussino (7) | Pabellón: Gimnasio Solidaridad Municipal |  |

| 30 de septiembre, 20:00 | Plateros de Fresnillo                                               | 69–100               | Dorados de Chihuahua                                                        | Fresnillo                                |  |
|                         | Parciales: 22-25, 18-21, 12-29, 17-25                               |                      |                                                                             |                                          |  |
|                         | Estadísticas Joshua Ibarra (19) Joshua Ibarra (10) Iván Montano (5) | Reporte Pts Reb Asts | Estadísticas Donald Sims (23) Israel Gutiérrez (9) J. Brussino, D. Sims (7) | Pabellón: Gimnasio Solidaridad Municipal |  |

| 2 de octubre, 20:00 | Plateros de Fresnillo                                          | 71–84                | Dorados de Chihuahua                                                 | Fresnillo                                |  |
|                     | Parciales: 26-22, 20-29, 14-15, 11-18                          |                      |                                                                      |                                          |  |
|                     | Estadísticas Jared Ruíz (18) Joshua Ibarra (23) Jared Ruíz (5) | Reporte Pts Reb Asts | Estadísticas Donald Sims (22) Diamon Simpson (14) Juan Brussino (12) | Pabellón: Gimnasio Solidaridad Municipal |  |

| 5 de octubre, 21:00 | Dorados de Chihuahua                                                      | 87–74                | Plateros de Fresnillo                                             | Chihuahua                                  |  |
|                     | Parciales: 21-19, 20-12, 25-29, 21-14                                     |                      |                                                                   |                                            |  |
|                     | Estadísticas Franco Giorgetti (18) Franco Giorgetti (10) Donald Sims (21) | Reporte Pts Reb Asts | Estadísticas Joshua Ibarra (28) Joshua Ibarra (10) Jared Ruíz (5) | Pabellón: Gimnasio Manuel Bernardo Aguirre |  |

###### (4) Abejas de León vs. (5) Libertadores de Querétaro
| 25 de septiembre, 20:00 | Abejas de León                                                     | 94–73                | Libertadores de Querétaro                                       | León                       |  |
|                         | Parciales: 23-14, 26-17, 19-25, 26-17                              |                      |                                                                 |                            |  |
|                         | Estadísticas Michael Smith (21) Tre' McLean (12) Michael Smith (5) | Reporte Pts Reb Asts | Estadísticas Juan Tello (18) Juan Tello (7) Branden Frazier (5) | Pabellón: Domo de la Feria |  |

| 26 de septiembre, 20:00 | Abejas de León                                                                   | 87–95                | Libertadores de Querétaro                                            | León                       |  |
|                         | Parciales: 23-23, 25-17, 23-30, 16-25                                            |                      |                                                                      |                            |  |
|                         | Estadísticas E. Thomas, T. White (17) W. Langston, E. Thomas (8) Joseph Soto (8) | Reporte Pts Reb Asts | Estadísticas Branden Frazier (23) Juan Tello (8) Branden Frazier (9) | Pabellón: Domo de la Feria |  |

| 29 de septiembre, 20:00 | Libertadores de Querétaro                                                         | 88–97                | Abejas de León                                                                                 | Querétaro                                      |  |
|                         | Parciales: 25-25, 16-32, 26-25, 21-15                                             |                      |                                                                                                |                                                |  |
|                         | Estadísticas Branden Frazier (28) V. Blue, D. Thompson (8) Bo William Spencer (6) | Reporte Pts Reb Asts | Estadísticas Michael Smith (20) Tre' McLean (7) J. Anderson, T. McLean, E. Thomas, J. Soto (3) | Pabellón: Auditorio General José María Arteaga |  |

| 30 de septiembre, 20:00 | Libertadores de Querétaro                                     | 84–82                | Abejas de León                                                       | Querétaro                                      |  |
|                         | Parciales: 24-20, 23-28, 23-19, 14-15                         |                      |                                                                      |                                                |  |
|                         | Estadísticas Vander Blue (21) Juan Tello (10) Vander Blue (5) | Reporte Pts Reb Asts | Estadísticas Wayne Langston (23) Kevin Hernández (8) Erik Thomas (4) | Pabellón: Auditorio General José María Arteaga |  |

| 2 de octubre, 17:00 | Libertadores de Querétaro                                             | 79–98                | Abejas de León                                                  | Querétaro                                      |  |
|                     | Parciales: -, -, -, -                                                 |                      |                                                                 |                                                |  |
|                     | Estadísticas Vander Blue (26) Juan Tello (9) J. Tello, J. Álvarez (3) | Reporte Pts Reb Asts | Estadísticas Tre' McLean (21) Erik Thomas (8) Michael Smith (5) | Pabellón: Auditorio General José María Arteaga |  |

| 5 de octubre, 20:00 | Abejas de León                                                     | 87–77                | Libertadores de Querétaro                                        | León                       |  |
|                     | Parciales: 21-21, 26-22, 18-19, 22-15                              |                      |                                                                  |                            |  |
|                     | Estadísticas Erik Thomas (30) Erik Thomas (16) Jerime Anderson (6) | Reporte Pts Reb Asts | Estadísticas Juan Tello (20) Juan Tello (14) Branden Frazier (5) | Pabellón: Domo de la Feria |  |

#### Finales de Zona
Zona MOLTEN

###### (1) Astros de Jalisco vs. (6) Mineros de Zacatecas
| 9 de octubre, 15:00 | Astros de Jalisco                                                          | 89–95                | Mineros de Zacatecas                                                              | Guadalajara            |  |
|                     | Parciales: 23-23, 24-32, 25-20, 17-20                                      |                      |                                                                                   |                        |  |
|                     | Estadísticas Javion Blake (26) Rigoberto Mendoza (10) Jordan Loveridge (6) | Reporte Pts Reb Asts | Estadísticas Jordan Williams (30) F.Hassell, J. Williams (7) Eugenio Luzcando (4) | Pabellón: Arena Astros |  |

| 10 de octubre, 20:00 | Astros de Jalisco                                                         | 79–85                | Mineros de Zacatecas                                                      | Guadalajara            |  |
|                      | Parciales: 23-21, 19-23, 11-13, 26-28                                     |                      |                                                                           |                        |  |
|                      | Estadísticas Javion Blake (19) Brooks DeBisschop (9) Jordan Loveridge (5) | Reporte Pts Reb Asts | Estadísticas Jordan Williams (28) Durrell Summers (7) Durrell Summers (6) | Pabellón: Arena Astros |  |

| 13 de octubre, 20:05 | Mineros de Zacatecas                                                                 | 77–104               | Astros de Jalisco                                                               | Zacatecas                                        |  |
|                      | Parciales: 13-30, 24-27, 24-26, 16-21                                                |                      |                                                                                 |                                                  |  |
|                      | Estadísticas Franklin Hassell Jr. (18) Franklin Hassell Jr. (7) Eugenio Luzcando (6) | Reporte Pts Reb Asts | Estadísticas Rigoberto Mendoza (24) Rigoberto Mendoza (6) Rigoberto Mendoza (6) | Pabellón: Gimnasio "Profesor Marcelino González" |  |

| 14 de octubre, 20:05 | Mineros de Zacatecas                                                                 | 98–80                | Astros de Jalisco                                                                                           | Zacatecas                                        |  |
|                      | Parciales: 29-12, 25-15, 29-27, 15-26                                                |                      | |                                                  |  |
|                      | Estadísticas Franklin Hassell Jr. (22) Franklin Hassell Jr. (11) Durrell Summers (5) | Reporte Pts Reb Asts | Estadísticas Javion Blake (21) Rigoberto Mendoza (6) B. DeBisschop, R. Mendoza, J. Machado, R. Gallegos (3) | Pabellón: Gimnasio "Profesor Marcelino González" |  |

| 16 de octubre, 19:00 | Mineros de Zacatecas                                                           | 120–123              | Astros de Jalisco                                                                  | Zacatecas                                        |  |
|                      | Parciales: 22-24, 27-34, 28-24, 23-18 (T.E.: 20-23)                            |                      |                                                                                    |                                                  |  |
|                      | Estadísticas E. Luzcando, J. Williams (31) Marco Ramos (9) Durrell Summers (7) | Reporte Pts Reb Asts | Estadísticas J. Loveridge, R. Mendoza (33) Brooks DeBisschop (10) Javion Blake (7) | Pabellón: Gimnasio "Profesor Marcelino González" |  |

| 19 de octubre, 20:00 | Astros de Jalisco                                                          | 118–93               | Mineros de Zacatecas                                                   | Guadalajara            |  |
|                      | Parciales: 26-20, 31-22, 25-26, 36-25                                      |                      |                                                                        |                        |  |
|                      | Estadísticas J. Blake, R. Mendoza (25) Fabián Jaimes (11) Javion Blake (6) | Reporte Pts Reb Asts | Estadísticas Jordan Williams (23) Marco Ramos (8) Eugenio Luzcando (8) | Pabellón: Arena Astros |  |

| 20 de octubre, 20:00 | Astros de Jalisco                                                           | 102–70               | Mineros de Zacatecas                                                              | Guadalajara            |  |
|                      | Parciales: 32-13, 19-19, 23-26, 28-12                                       |                      |                                                                                   |                        |  |
|                      | Estadísticas Rigoberto Mendoza (31) Rigoberto Mendoza (11) Javion Blake (7) | Reporte Pts Reb Asts | Estadísticas Eugenio Luzcando (14) Franklin Hassell Jr. (12) Eugenio Luzcando (4) | Pabellón: Arena Astros |  |

Zona PUNTO CHG

###### (2) Dorados de Chihuahua vs. (4) Abejas de León
| 9 de octubre, 16:00 | Dorados de Chihuahua                                                     | 77–84                | Abejas de León                                                      | Chihuahua                                  |  |
|                     | Parciales: 21-27, 19-26, 24-19, 13-12                                    |                      |                                                                     |                                            |  |
|                     | Estadísticas Franco Giorgetti (20) Franco Giorgetti (12) Donald Sims (5) | Reporte Pts Reb Asts | Estadísticas Michael Smith (16) Michael Smith (7) Michael Smith (4) | Pabellón: Gimnasio Manuel Bernardo Aguirre |  |

| 10 de octubre, 21:00 | Dorados de Chihuahua                                             | 72–88                | Abejas de León                                                                                | Chihuahua                                  |  |
|                      | Parciales: 20-19, 20-12, 22-23, 10-24                            |                      |                                                                                               |                                            |  |
|                      | Estadísticas Donald Sims (19) Diamon Simpson (9) Donald Sims (9) | Reporte Pts Reb Asts | Estadísticas Michael Smith (19) W. Langston, M. Smith, T. McLean (6) W. Langston, J. Soto (5) | Pabellón: Gimnasio Manuel Bernardo Aguirre |  |

| 13 de octubre, 20:00 | Abejas de León                                                             | 101–92               | Dorados de Chihuahua                                                             | León                       |  |
|                      | Parciales: 24-27, 33-17, 19-24, 25-24                                      |                      |                                                                                  |                            |  |
|                      | Estadísticas Tre' McLean (34) E. Thomas, T. McLean (8) Jerime Anderson (7) | Reporte Pts Reb Asts | Estadísticas J. Brussino, F. Giorgetti (15) Franco Giorgetti (9) Donald Sims (5) | Pabellón: Domo de la Feria |  |

| 14 de octubre, 20:00 | Abejas de León                                                    | 99–81                | Dorados de Chihuahua                                               | León                       |  |
|                      | Parciales: 27-27, 28-15, 31-22, 13-17                             |                      |                                                                    |                            |  |
|                      | Estadísticas Erik Thomas (20) Erik Thomas (8) Jerime Anderson (7) | Reporte Pts Reb Asts | Estadísticas Donald Sims (15) Franco Giorgetti (8) Donald Sims (6) | Pabellón: Domo de la Feria |  |

#### Gran Final

###### (1) Astros de Jalisco vs. (4) Abejas de León
| 23 de octubre, 15:00 | Astros de Jalisco                                                           | 77–85                | Abejas de León                                                               | Guadalajara            |  |
|                      | Parciales: 22-20, 14-25, 23-22, 18-18                                       |                      |                                                                              |                        |  |
|                      | Estadísticas Rigoberto Mendoza (20) Brooks DeBisschop (11) Javion Blake (3) | Reporte Pts Reb Asts | Estadísticas Michael Smith (24) Wayne Langston (10) W. Langston, J. Soto (3) | Pabellón: Arena Astros |  |

| 24 de octubre, 20:00 | Astros de Jalisco                                                                        | 79–84                | Abejas de León                                                                                    | Guadalajara            |  |
|                      | Parciales: 23-22, 16-21, 19-19, 21-22                                                    |                      |                                                                                                   |                        |  |
|                      | Estadísticas Javion Blake (24) Javion Blake (8) J. Blake, K. Rodríguez, J. Gutiérrez (4) | Reporte Pts Reb Asts | Estadísticas Tre' McLean (26) Tre' McLean (10) T. McLean, W. Langston, E. Thomas, J. Anderson (2) | Pabellón: Arena Astros |  |

| 27 de octubre, 20:00 | Abejas de León                                                       | 89–83                | Astros de Jalisco                                                                   | León                       |  |
|                      | Parciales: 22-21, 19-25, 19-20, 29-17                                |                      |                                                                                     |                            |  |
|                      | Estadísticas T. White (20) J. Anderson, M. Smith (7) Tre' McLean (8) | Reporte Pts Reb Asts | Estadísticas Rigoberto Mendoza (24) Brooks DeBisschop (13) J. Blake, R. Mendoza (6) | Pabellón: Domo de la Feria |  |

| 28 de octubre, 20:00 | Abejas de León                                                        | 79–72                | Astros de Jalisco                                                              | León                       |  |
|                      | Parciales: 13-28, 31-16, 17-8, 18-20                                  |                      |                                                                                |                            |  |
|                      | Estadísticas Erik Thomas (28) Wayne Langston (13) Jerime Anderson (5) | Reporte Pts Reb Asts | Estadísticas Jorge Gutiérrez (26) Brooks DeBisschop (11) Rigoberto Mendoza (9) | Pabellón: Domo de la Feria |  |

### Juego de Estrellas
El XXIII Juego de Estrellas de la LNBP se llevó a cabo el domingo 28 de agosto de 2022 en la Arena Astros de Guadalajara, Jalisco, casa de los Astros de Jalisco.
El equipo blanco, Punto CHG, se llevó el triunfo por 153–138 sobre el equipo negro, Molten. Brooks DeBisschop del equipo Astros de Jalisco fue nombrado el MVP del Juego de Estrellas con 22 puntos, 9 rebotes y 3 asistencias.

#### Equipos
A continuación se muestran los Rosters tanto del equipo PUNTO CHG como del equipo MOLTEN que tomarán parte en el Juego de Estrellas.
| Jugador                        | Equipo                    |
| ------------------------------ | ------------------------- |
| Karim Scott Rodríguez Carrasco | Astros de Jalisco         |
| Brooks DeBisschop              | Astros de Jalisco         |
| Dwayne Morgan                  | Soles de Mexicali         |
| José David Estrada Stone       | Halcones de Xalapa        |
| Vander Lee Blue II             | Libertadores de Querétaro |
| Kendrick Shamar Brown          | Plateros de Fresnillo     |
| Joshua Ramírez                 | Plateros de Fresnillo     |
| Jordan Williams                | Mineros de Zacatecas      |
| Durrell La Faunce Summers      | Mineros de Zacatecas      |
| Bo William Spencer             | Libertadores de Querétaro |
| Aarón Pérez                    | Correcaminos UAT Victoria |
| Michael Justice Smith          | Abejas de León            |

| Jugador                   | Equipo                    |
| ------------------------- | ------------------------- |
| Jordan Devaughn Loveridge | Astros de Jalisco         |
| Javion Blake              | Astros de Jalisco         |
| Danier Ray Laster Jr.     | Soles de Mexicali         |
| Shaquille Johnson         | Halcones de Xalapa        |
| Daniel Xavier Bejarano    | Fuerza Regia de Monterrey |
| Gary Ricks Mondragón Jr.  | Fuerza Regia de Monterrey |
| Joseph John Avila         | Fuerza Regia de Monterrey |
| Juan Ignacio Brussino     | Dorados de Chihuahua      |
| Omar de Haro Gutiérrez    | Dorados de Chihuahua      |
| Donald Erick Sims         | Dorados de Chihuahua      |
| Jordan Alex Stevens Adam  | Correcaminos UAT Victoria |
| Tre' Michael McLean       | Abejas de León            |

 =  Cuenta con nacionalidad mexicana. 

#### Concurso de Triples y Torneo de Clavadas[12]

##### Concurso de Triples
| Pos | Jugador                          | Equipo                    | 1.ª Ronda | Ronda Final | Desempate |
| --- | -------------------------------- | ------------------------- | --------- | ----------- | --------- |
| SG  | Gary Ricks Mondragón Jr.         | Fuerza Regia de Monterrey | 21        | 17          | 22        |
| PG  | Branden Lee Herbert Frazier      | Libertadores de Querétaro | 19        | 17          | 20        |
| PG  | Donald Erick Sims                | Dorados de Chihuahua      | 19        | 16          |           |
| PG  | Moisés Emilio Andriassi Quintana | Soles de Mexicali         | 18        | DNQ         |           |
| PG  | Jordan Alex Stevens Adam         | Correcaminos UAT Victoria | 16        | DNQ         |           |
| SF  | Rayes Tony Gallegos Jr.          | Astros de Jalisco         | 13        | DNQ         |           |
| SG  | Karim Scott Rodríguez Carrasco   | Astros de Jalisco         | 9         | DNQ         |           |
| SG  | Shaquille Johnson                | Halcones de Xalapa        | 8         | DNQ         |           |

 =  Cuenta con nacionalidad mexicana. 

##### Torneo de Clavadas
| Pos | Jugador                            | Equipo                    | 1.ª Ronda | 2.ª Ronda | Total | Ronda Final |
| --- | ---------------------------------- | ------------------------- | --------- | --------- | ----- | ----------- |
| SG  | Manuel Alonzo Hernández Littlejohn | Libertadores de Querétaro | 49        | 50        | 99    | 50          |
| SP  | Daniel Venzant                     | Fuerza Regia de Monterrey | 40        | 46        | 86    | 43          |
| PF  | Danier Ray Laster Jr.              | Soles de Mexicali         | 48        | 34        | 82    | DNQ         |
| PF  | Aarón Pérez                        | Correcaminos UAT Victoria | 35        | 43        | 78    | DNQ         |
| SG  | Jordan Williams                    | Mineros de Zacatecas      | 40        | 31        | 71    | DNQ         |

 =  Cuenta con nacionalidad mexicana. 

### Líderes
- Actualizados al 21 de septiembre de 2022.[13]

#### Puntos
| Jugador                   | Equipo                    | Promedio |
| ------------------------- | ------------------------- | -------- |
| Donald Erick Sims         | Dorados de Chihuahua      | 24.3     |
| Jordan Alex Stevens Adam  | Correcaminos UAT Victoria | 23.2     |
| Cameron Forte             | Correcaminos UAT Victoria | 23.0     |
| Jordan Lavell Adams       | Libertadores de Querétaro | 19.1     |
| Durrell La Faunce Summers | Mineros de Zacatecas      | 18.9     |

 =  Cuenta con nacionalidad mexicana. 

#### Rebotes
| Jugador               | Equipo                    | Promedio |
| --------------------- | ------------------------- | -------- |
| Cameron Forte         | Correcaminos UAT Victoria | 11.3     |
| Oderah Anosike        | Fuerza Regia de Monterrey | 9.4      |
| Xavier Decensae White | Correcaminos UAT Victoria | 8.75     |
| Diamon Simpson        | Dorados de Chihuahua      | 8.25     |
| Brooks DeBisschop     | Astros de Jalisco         | 7.8      |

 =  Cuenta con nacionalidad mexicana. 

#### Asistencias
| Jugador                      | Equipo                    | Promedio |
| ---------------------------- | ------------------------- | -------- |
| Paul Michael Stoll Hernández | Fuerza Regia de Monterrey | 5.75     |
| Antino Jackson Jr.           | Mineros de Zacatecas      | 5.3      |
| Donald Erick Sims            | Dorados de Chihuahua      | 5.3      |
| Kendrick Shamar Brown        | Plateros de Fresnillo     | 4.9      |
| Avry Holmes                  | Halcones de Xalapa        | 4.7      |

 =  Cuenta con nacionalidad mexicana. 

#### Robos
| Jugador                       | Equipo                    | Promedio |
| ----------------------------- | ------------------------- | -------- |
| Michael Jackson               | Correcaminos UAT Victoria | 2.4      |
| Kendrick Shamar Brown         | Plateros de Fresnillo     | 1.8      |
| Diamon Simpson                | Dorados de Chihuahua      | 1.75     |
| Eugenio Luzcando Bocaz        | Mineros de Zacatecas      | 1.7      |
| Jorge Iván Gutiérrez Cárdenas | Astros de Jalisco         | 1.6      |

 =  Cuenta con nacionalidad mexicana. 

#### Bloqueos
| Jugador                | Equipo                    | Promedio |
| ---------------------- | ------------------------- | -------- |
| Amir Darrion Williams  | Halcones de Xalapa        | 2.0      |
| Deon Marshall Thompson | Libertadores de Querétaro | 1.5      |
| Xavier Alexander       | Halcones de Xalapa        | 1.25     |
| Corbin Jackson         | Plateros de Fresnillo     | 1.2      |
| Anthony Rashad Walker  | Halcones de Xalapa        | 1.1      |

 =  Cuenta con nacionalidad mexicana. 

### Premios

#### Designaciones
| Designación        | Ganador                          | Equipo                    |
| ------------------ | -------------------------------- | ------------------------- |
| Entrenador del Año | Sergio Valdeolmillos Moreno      | Astros de Jalisco         |
| MVP (Mexicano)     | Jorge Iván Gutiérrez Cárdenas    | Astros de Jalisco         |
| MVP (Extranjero)   | Donald Erick Sims                | Dorados de Chihuahua      |
| MVP de la Final    | Michael Justice Smith            | Abejas de León            |
| Novato del Año     | Diego Willis Orozco              | Libertadores de Querétaro |
| Revelación del Año | Moisés Emilio Andriassi Quintana | Soles de Mexicali         |

 =  Cuenta con nacionalidad mexicana. 